# Dendropsophus robertmertensi
Dendropsophus robertmertensi és una espècie de granota que viu al Salvador, Guatemala i Mèxic.